# 3177 Chillicothe
3177 Chillicothe (1934 AK) là một tiểu hành tinh vành đai chính được phát hiện ngày 8 tháng 1 năm 1934 bởi H. L. Giclas ở Đài thiên văn Lowell.